# Hugo II de Saint Omer
Hugo III de Saint Omer (ca. 1150-1204) foi um cavaleiro cruzado e príncipe titular da Galileia e Tiberíades.

## Vida
Hugo era o filho mais velho de Gualtério de Saint Omer e Esquiva de Bures. Após a morte de seu pai em 1174, Esquiva casou novamente, agora  com Raimundo III de Trípoli, que sucederia Gualtério como príncipe da Galileia. Levado prisioneiro na Batalha de Marje Aiune contra Saladino em junho de 1179, foi mais tarde resgatado por sua mãe. Em 1187, a batalha de Hatim assinalou o fim do Principado da Galileia, e Raimundo III foi morto logo depois; Hugo assim sucedeu-o, mas meramente como um governante titular. 
Hugo casou-se com Margarida de Ibelin, filha de Baliano de Ibelin, mas o casamento não produziu descendência. Pela época de sua morte ca. 1204, foi sucedido em seu título por seu irmão Raul. A história de seu aprisionamento por Saladino foi a inspiração Ordem de Cavalaria (em francês: Ordene de Chevalerie), a primeira obra sobre cavalaria.